# Josh Hartnett
Joshua Daniel Hartnett (sinh ngày 21 tháng 7 năm 1978) là một diễn viên và nhà sản xuất phim người Mỹ, nổi tiếng sau bộ phim đầu tiên: Halloween H20: 20 Years Later. Anh đã tham gia nhiều bộ phim khác như: Black Hawk Down, Here on Earth, Trân Châu Cảng, Wicker Park, Lucky Number Slevin, The Black Dahlia, và gần đây nhất là 30 Days of Night.

## Tiểu sử
Hartnett sinh ra ở Saint Paul, Minnesota, anh lớn lên phần lớn nhờ công nuôi dưỡng của người cha Daniel Hartnett (một kỹ xư xây dựng) và người mẹ kế Molly (một nghệ sĩ). Hartnett có 3 em cùng cha khác mẹ, Jessica, Jake và Joe . Anh lớn lên trong một gia đình theo Giáo hội Công giáo Rôma, học ở trường phổ thông Nativity of Our Lord Catholic, nơi anh đóng vai Huckleberry Finn. Sau đó anh học ở Cretin-Derham Hall High School trước khi chuyển sang South High School ở Minneapolis, Minnesota, nơi anh tốt nghiệp tháng 6 năm 1996. Hartnett từng chơi bóng đá ở trường nhưng phải dừng lại vì chấn thương đầu gối trái.
Hartnett kiếm được công việc đầu tiên ở một cửa hàng băng đĩa. Anh cũng đã từng làm những công việc tại McDonald's và Burger King trong một thời gian ngắn trước khi trở thành một ngôi sao điện ảnh tại Youth Performance Company ở Minneapolis. Anh bắt đầu ăn chay khi 12 tuổi nhưng trở lại ăn thịt trong suốt quá trình đóng bộ phim The Black Dahlia.
Tháng 4 năm 1997, Harnett xuất hiện lần đầu trước công chúng trong serie truyền hình trực tiếp, Cracker.

## Vai diễn
| Điện ảnh    | Điện ảnh                      | Điện ảnh                     | Điện ảnh |
| Năm         | Phim                          | Vai diễn                     | Ghi chú |
| ----------- | ----------------------------- | ---------------------------- | --- |
| 1998        | Halloween H20: 20 Years Later | John Tate                    | Đề cử — Blockbuster Entertainment Award for Favorite Male Newcomer Đề cử — MTV Movie Award for Best Breakthrough Male Performance                                                   |
| 1998        | Debutante                     | Bill                         | |
| 1998        | The Faculty                   | Zeke Tyler                   | Đề cử — Saturn Award for Best Performance by a Younger Actor |
| 1999        | The Virgin Suicides           | Trip Fontaine                | |
| 2000        | Here on Earth                 | Jasper Arnold                | Đề cử — Teen Choice Award for Choice Breakout Performance |
| 2001        | The Same                      | the neighbor                 | |
| 2001        | Member                        | Gianni                       | |
| 2001        | Blow Dry                      | Brian Allen                  | |
| 2001        | Town & Country                | Tom Stoddard                 | |
| 2001        | Pearl Harbor                  | Cpt Danny Walker             | Đề cử — MTV Movie Award for Best Male Performance Đề cử — Teen Choice Award for Choice Actor Đề cử — Razzie Award for Worst Screen Couple (cùng với Kate Beckinsale và Ben Affleck) |
| 2001        | O                             | Hugo Goulding                | |
| 2001        | Black Hawk Down               | Matt Eversmann               | Đề cử — Phoenix Film Critics Society Award for Best Acting Ensemble (cùng với dàn diễn viên) Đề cử — Teen Choice Award for Choice Actor, Drama/Action Adventure                     |
| 2002        | 40 Days and 40 Nights         | Matt Sullivan                | Đề cử — Teen Choice Award for Choice Chemistry (cùng với Shannyn Sossamon) |
| 2003        | Hollywood Homicide            | K.C. Calden                  | |
| 2004        | Wicker Park                   | Matthew Simon                | |
| 2005        | Sin City                      | The Colonel / The Salesman   | |
| 2005        | Mozart and the Whale          | Donald Morton                | |
| 2006        | Lucky Number Slevin           | Slevin Kelevra               | Giải thưởng Liên hoan Phim Quốc tế Milan cho Nam diễn viên xuất sắc nhất (bằng số giải với Peter Falk)                                                                              |
| 2006        | The Black Dahlia              | Ofc Dwight "Bucky" Bleichert | |
| 2007        | Resurrecting the Champ        | Erik Kernan                  | |
| 2007        | 30 Days of Night              | Eben Oleson                  | Đề cử — Teen Choice Award for Choice Actor, Horror/Thriller |
| 2008        | August                        | Tom Sterling                 | |
| 2009        | I Come with the Rain          | Kline                        | |
| 2010        | Bunraku                       | The Drifter                  | |
| 2011        | Girl Walks Into a Bar         | Sam Salazar                  | |
| 2011        | Stuck Between Stations        | Paddy                        | |
| 2011        | Singularity                   | James Stewart/Jay Fennel     | |
| 2014        | Parts Per Billion             | Len                          | |
| 2014        | Penny Dreadful Season 1       | Chandler Ethan               | |
| 2023        | Oppenheimer                   | Ernest Lawrence              | |
| 2024        | Bẫy                           | Cooper                       | |
| Truyền hình |                               |                              | |
| Năm         | Chủ đề                        | Vai diễn                     | Ghi chú |
| 1997-1999   | Cracker                       | Michael Fitzgerald           | Vai chính, 16 tập |